# سریویدیا
سریویدیا (انگلیسی: Srividya; ۲۴ ژوئیهٔ ۱۹۵۳ – ۱۹ اکتبر ۲۰۰۶) هنرپیشه، بازیگر سینما، و بازیگر تلویزیون اهل هند بود.
از فیلم‌ها یا برنامه‌های تلویزیونی که وی در آن نقش داشته‌است می‌توان به من دیده‌ام، دیده‌ام، ملودی نادر، فرمانده، مادر ولانکانی، بولدوزر طلا، برادران بی‌نظیر، احترام به عشق، یکی از ما، شادی، آهاااا..!، میل، میل است، رسمی، نادوگانگی، آرجون پاندیت و زوج اشاره کرد.
وی همچنین برندهٔ جوایزی همچون جایزه فیلم‌فیر جنوب شده‌است.